# لئون کائتانی

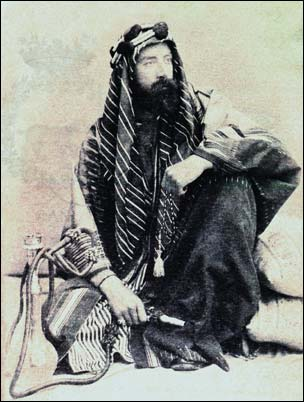
عکس از کائتانی در مصر سال ۱۸۸۸

لئون کائتانی (۱۲ سپتامبر ۱۸۶۹–۲۵ دسامبر ۱۹۳۵) شاهزاده، سیاستمدار و تاریخ پژوه ایتالیایی که از بنیانگذاران سنت پژوهشی شرق‌شناسی در حوزه مطالعاتی تاریخ اسلام است. وی با روشی انتقادی به مطالعه منابع تاریخی اسلامی پرداخت. وی در رم در خانواده‌ای برجسته متولد شد. از ۱۹۰۹ تا ۱۹۱۳ در پارلمان ایتالیا عضویت داشت. در ۱۹۲۱ به کانادا مهاجرت کرد و در همان‌جا درگذشت.